# Luigi Amat di San Filippo e Sorso
Pour les articles homonymes, voir Amat, San Filippo et Sorso (homonymie).
Luigi Amat di San Filippo e Sorso (né le 20 juin 1796 à Sinnai, dans l'actuelle ville métropolitaine de Cagliari, en Sardaigne, alors dans le royaume de Sardaigne et mort le 30 mars 1878 à Rome) est un cardinal italien du XIXe siècle.

## Biographie
Luigi Amat di San Filippo e Sorso est le fils de Giovanni Amat, marquis di San Filippe et d'Albis, et d'Eusebia Amat Vico, baronne di Sorso, marquise di Soleminis.
Luigi Amat di San Filippo e Sorso est membre de la Curie romaine. Il exerce diverses fonctions comme vice-légat à Bologne, à Benevento, à Spolète et à Rieti. Il est nommé archevêque titulaire de Nicée en 1827 et est consacré le 22 avril de la même année par Giuseppe Spina avec comme co-consécrateurs Pietro Caprano et Luigi Bottiglia Savoulx. Il est envoyé comme nonce apostolique dans le royaume des Deux-Siciles (en), puis de 1832 à 1835 en Espagne.  
Le pape Grégoire XVI le crée cardinal lors du consistoire du 19 mai 1837. Il est légat apostolique à Ravenne de 1837, préfet de l'économie de la Congrégation pour la Propaganda Fide en 1843 et légat à Bologne de 1846 à 1848. 
Il participe au conclave de 1846, lors duquel Pie IX est élu pape. À partir de 1852 jusqu'à sa mort, il est vice-chancelier apostolique et reçoit donc le titre de S. Lorenzo in Damaso in commendatario. Il est camerlingue du Sacré Collège en 1853 et 1854. Avec sa nomination comme cardinal-évêque d'Ostie en 1877, il devient doyen du Collège des cardinaux primus inter pares.
Il participe au conclave de 1878, qui élit Léon XIII comme pape. Il est encore préfet de la Congrégation cérémonielle. Il meurt un mois après le conclave, et son cardinalat aura duré 40 ans et 315 jours de mai 1837 à mars 1878.

## Succession apostolique
Luigi Amat di San Filippo e Sorso a ordonné les évêques suivants :
- Archevêque Celestino Maria Cocle (it), C.SS.R. (1831)
- Archevêque Domenico Silvestri (1844)
- Évêque Vincenzo Maria Marolda (it), C.SS.R. (1844)
- Évêque Michele Caputo (it), O.P. (1852)
- Évêque Antonio La Scala (it) (1852)
- Évêque Gesualdo Vitali (1852)
- Évêque Luigi Jona (1854)
- Évêque Giovanni Felix Jacovacci (1863)
- Patriarche Giulio Lenti (pt) (1867)
- Évêque Antonio Maria Fanìa (de), O.F.M. (1867)